# هابیت (بازی ویدئویی ۲۰۰۳)
هابیت (به انگلیسی: The Hobbit) یک بازی رایانه‌ای منتشر شده توسط شرکت ویوندی یونیورسال است. این بازی در تاریخ ۲۴ اکتبر ۲۰۰۳ عرضه شده و سازنده آن این‌اویتیبل اینترتینمنت است.